# Drenova (gmina Gornji Milanovac)
Drenova (cyr. Дренова) – wieś w Serbii, w okręgu morawickim, w gminie Gornji Milanovac. W 2011 roku liczyła 215 mieszkańców.